# Santha Rama Rau

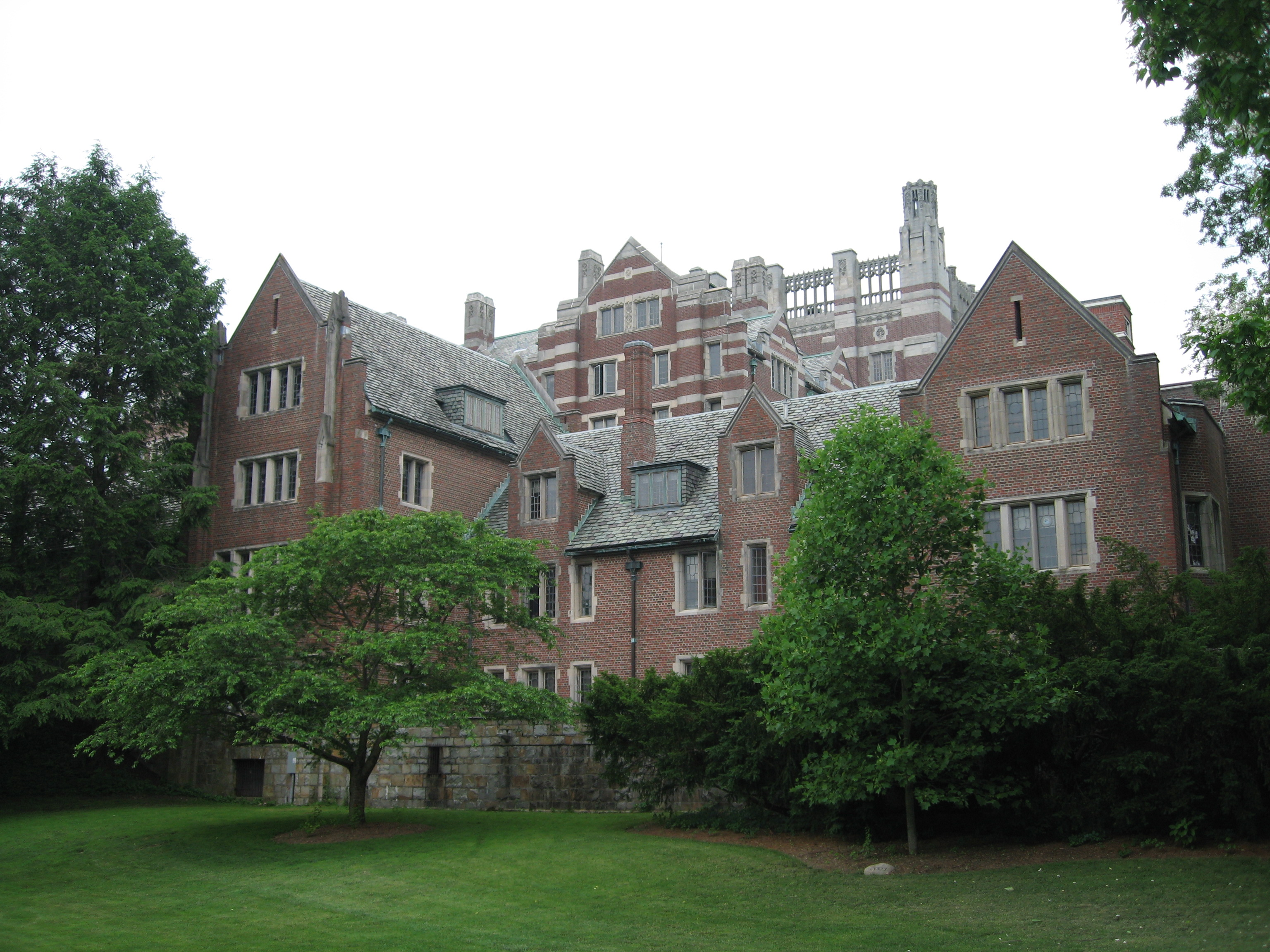
Wellesley College

Santha Rama Rau (Chennai, 24 januari 1923 – Amenia, 21 april 2009) was een Amerikaans schrijfster van – vooral – reisverhalen. Zij was van Indiase afkomst.
Rau was de dochter van Benegal Rama Rau, een Indiaas diplomaat, en van Dhanvanthi Rama Rau, een vooraanstaande uit de Indiase vrouwenrechtenbeweging en internationaal voorzitter van "Planned Parenthood". Santha Rama Rau werd naar Engeland gezonden voor haar middelbareschoolopleiding. Nadien ging zij naar het Wellesley College in de Verenigde Staten, waar zij de eerste Indiase student ooit werd.
Na de onafhankelijkheid van India in 1947 werd Santha Rama Rau's vader Indiaas ambassadeur in Japan. Zij ontmoette er haar eerste echtgenoot, de Amerikaan Faubion Bowers, en het koppel verhuisde naar New York. Rau werd er lerares Engels en freelance schrijfster. Rau is de schrijfster van Home to India, East of Home, This is India, Remember the House, My Russian Journey, Gifts of Passage, The Adventuress, View to the Southeast, A Princess Remembers en An Inheritance. Zij bewerkte de roman A Passage to India  voor theater. Het stuk werd in West End 261 maal opgevoerd in 1960 en 109 maal op Broadway in 1963. Later werd het boek verfilmd.
Zij was de auteur van een bekende autobiografische novelle onder de titel "By Any Other Name". Samen met haar oudste zuster, die 8 jaar ouder was, gingen zij korte tijd naar school in een Engels-Indiase school, waar de onderwijzer hun naam verengelste (de naam Santha werd veranderd in Cynthia en de naam haar zuster Premila veranderde in Pamela). Toen de onderwijzer daarbij nog eens zei dat Indiërs liegen, kwam haar zuster onmiddellijk haar zusje halen en gingen zij naar huis, zonder ooit nog naar die school terug te keren.
Rau overleed op 86-jarige leeftijd.